# Coralie Revel
Pour les articles homonymes, voir Revel.
Coralie Revel, née à Paris, est une actrice française.

## Filmographie

### Cinéma

#### Longs métrages
- 2000 : Les Savates du bon Dieu de Jean-Claude Brisseau : Élodie
- 2002 : Choses secrètes de Jean-Claude Brisseau : Nathalie
- 2004 : Tabous (documentaire) de Mitra Farahani : Zohre (parties fictionnelles)
- 2004 : Le Voyage en Inde de Yann Piquer : ...
- 2005 : Tu vas rire, mais je te quitte de Philippe Harel : Lou

#### Courts métrages
- 2000 : Ma fille : Marion
- 2000 : Le Tombeur : ...
- 2001 : Shon : la jeune fille
- 2001 : Vices et Services : ...
- 2004 : Les Noces : Suzanne
- 2011 : Bloody Eyes : ...
- 2014 : Le 5 avril je me tue : la femme à l'église
- 2016 : Cérémonie : la prostituée peinturée

### Télévision
- 1995 : Sandra, princesse rebelle de Didier Albert (mini-série télévisée), épisodes 1 et 2 : Lalie Jankis
- 1996 : François Kléber (série télévisée), épisode Le Traquenard : Blandine
- 2000 : Sydney Fox, l'aventurière (Relic Hunter), épisodes Love Letter et Possessed : Joséphine Pontoise et Anna
- 2002 : Les Paradis de Laura (téléfilm) : Sophie
- 2002 : Louis la Brocante (série télévisée), épisode Louis et la grande braderie : Sandrine
- 2004 : Alex Santana, négociateur (série télévisée), épisode L'Inconnue du Belvédère : Alice Saulnier
- 2006 : Jeanne Poisson, marquise de Pompadour (série en 2 épisodes de Robin Davis) : O'Murphis
- 2009 : Diane, femme flic (série télévisée), épisode Le Dernier Verre : Lise Valmeras
- 2009 : RIS Police scientifique (série télévisée), épisode Alibi : Élise Vermont
- 2009 : Louis XV, le soleil noir de Thierry Binisti (téléfilm) : Madame du Barry
- 2011 : L'Ombre d'un flic de David Delrieux (téléfilm) : Sandra
- 2013 : Boulevard du Palais (série télévisée), épisode Trepalium : Anne Rocher
- 2018 : Cherif (série télévisée), épisode Festival mortel : Nathalie Rignol
- 2025 : Ici tout commence (série télévisée) : Lucile Castelmont